# Union Carbide

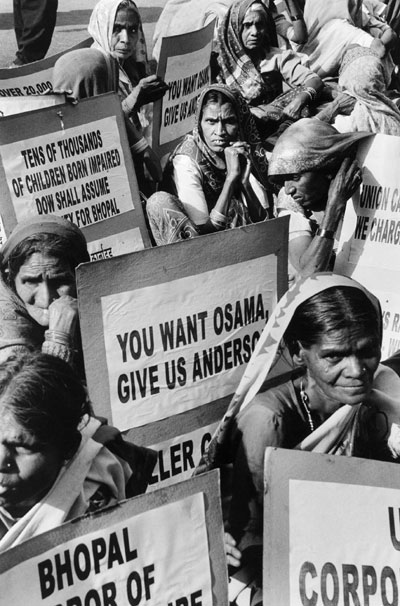
Protester mot Union Carbide.

Union Carbide Corporation, amerikansk kemikoncern, med huvudkontor i Danbury, Connecticut. Bolaget grundades 1917. År 2001 köptes det upp av Dow Chemical. Bolagets verksamhetsområde är huvudsakligen produktion av baskemikalier och plaster. 
Union Carbide är numera mest känt för Bhopalkatastrofen, det stora utsläpp av gifter som skedde från anläggningen i Bhopal, i den indiska delstaten Madhya Pradesh 1984. 15 000 dödsoffer krävdes.

## Historia
Bolaget grundades som Union Carbide and Carbon Corporation 1917 då Union Carbide Company som grundats 1898 och National Carbon Company som grundats 1886 samt Linde Air Products Company och Prest-O-Lite company gick samman. Bolaget fortsatte att expandera genom företagsköp och bland annat köptes Bakelite Corporation 1939 som grundats av Leo Baekeland. 
Union Carbide var 1927 med i ett tunnelbygg utanför Charleston i West Virginia där flera tusen arbetare drabbades av silikos då bolaget inte gav ut några skyddsmaskar.
1957 antogs namnet Union Carbide Corporation. Bolaget ingick ett partnerskap med Fosfatbolaget genom joint-venture-bolaget Unifos som etablerade petrokemisk industri i Stenungsund med produktionsstart 1963. Union Carbide var även delägare i Skandinaviska Grafitindustri AB i Trollhättan, Sveriges enda tillverkare av grafitelektroder. 1967 köpte man upp resterande 50% och bytte namn till Union Carbide Norden AB. Produktionen i Trollhättan lades ned under 1986.  Härnösands Grafit AB (Hagraf)  (1969 – 1991) 
Bhopalkatastrofen var ett gasutsläpp som inträffade natten mellan 2 och 3 december 1984 i Bhopal i Madhya Pradesh i Indien vid en pesticidfabrik ägd av Union Carbide India Limited. Olyckan är den dödligaste industriolyckan då mer än 15 000 personer omkom och tusentals skadades.